# Gisele Bündchen
Gisele Caroline Bündchen (født 20. juli 1980) er en brasiliansk model. I følge bladet Forbes er Bündchen den højest betalte model i verden og nummer 16 på listen over højest betalte kvinder i underholdningsbranchen, idet hun tjente $33 mio. alene i 2007, oven i de $150 mio., hun havde i forvejen. Hun er også blevet optaget i Guinness Book of World Records som den rigeste supermodel. Bündchen er ansigt for mere end 20 forskellige firmaer internationalt, og har været på over 600 forsider i løbet af sin karriere.
Bündchen danner par med NFL quarterback Tom Brady.

## Fodnoter
1. ↑  "www.giselebundchen.com.br". Arkiveret fra originalen 16. juli 2009. Hentet 15. juli 2008.